# Mercè Company
Mercè Company i González  (Barcelona, 19 de mayo de 1947) es una escritora española en castellano, catalán y francés. 
Estudió periodismo y trabajó en diversas revistas y editoriales. Es autora de más de 170 libros y su trabajo como escritora de literatura infantil y juvenil ha recibido varios galardones como el Premio Ciudad de Olot en 1982, el Premio de la Crítica Crítica Serra d'Or en  1983 o la Medalla de Honor de Barcelona en 1999. 
Además colaboró con la productora barcelonesa Cromosoma en la serie animada y los libros de Las tres mellizas ( Les tres bessones en catalán).